# Thomas Bellerby Wilson
Thomas Bellerby Wilson (Philadelphia in Pennsylvania, 17 januari 1807 –  Newark in Delaware, 15 maart 1865) was een Amerikaanse arts en natuuronderzoeker. Hij was een verwoed verzamelaar van specimens zowel van belang voor de geologie als voor de biologie. Hij liet alles na aan het museum van de Academy of natural sciences van Pennsylvania.

## Biografie

### Jeugd en opleiding
Wilson kreeg onderwijs op een Friends school (scholen gebaseerd op de ideeën van de Quakers). Zijn vader was een bemiddelde man en Thomas hoefde geen loonarbeid te verrichten om in zijn onderhoud te voorzien; hij had een ruime erfenis in het vooruitzicht. Zijn vader bezocht Engeland en Thomas reisde mee en bezocht een school in Darlington (Durham). Terug in Amerika deed hij praktische ervaring op in de farmacie, maar verdiepte zich toen ook in de geologie een discipline die toen in opkomst was. In 1828 schreef hij zich in aan de Universiteit van Pennsylvania als student medicijnen. In 1830 deed hij examen en vertrok naar Parijs en studeerde aan de Universiteit van Parijs waar hij onder andere colleges bijwoonde van Georges Cuvier. Met Amerikaanse vrienden maakte hij reizen, soms te voet, door Frankrijk en Zwitserland en vergrootte op die manier zijn kennis over geologie. Tijdens dit verblijf in Europa bezocht hij ook Engeland en Ierland en woonde aan het Trinity College in Dublin colleges geneeskunde bij. 

### Terug in Amerika
Toen hij terug kwam in Philadelphia ging hij aan de slag in een ziekenhuis. In het voorjaar van 1833 verhuisde hij naar New Londen een nederzetting in Chester County in Pennsylvania. Hij verwierf daar een boerderij, samen met zijn broer Rathmell. Zijn tijd daar besteedde hij voornamelijk aan natuuronderzoek (geologie en het verzamelen van mineralen, vlinders, kevers, vogels, reptielen en vissen.)

### Nog meer reizen en verhuizing naar Delaware
In 1841 verhuisde hij (met broer) naar Newark in de staat Delaware. In 1842, 1844 en 1851 maakte hij reizen door Europa. In 1851 bezocht hij onder andere België, Duitsland en Italië. Tijdens die reizen verzamelde hij ook, maar verwierf ook complete collecties en bibliotheken van andere verzamelaars, zoals de vogelcollectie van de Fransman François Victor Masséna.

### Nalatenschap
Wilson overleed op 15 maart 1865 na een kort ziekbed van enkele dagen, waarbij hij actief betrokken bleef bij zijn verzameling. Hij liet alles na aan het museum van de Academy of natural sciences van Pennsylvania. Dit museum werd al in 1812 gesticht en was het eerste wetenschappelijke natuurhistorische museum in de Verenigde Staten. Het is in  2011 onderdeel geworden van de  Drexel Universiteit in Philadelphia. Voor het onderbrengen van de collectie van Wilson moest ruimte worden bijgebouwd. Wilson en zijn broer behoorden tot de financiers van de hiervoor noodzakelijke verbouwingen.
Diverse organismen zijn met hun wetenschappelijke naam vernoemd naar Thomas Bellerby Wilson (dit geldt ook andere naamdragers Wilson!), bijvoorbeeld de Cubaanse langsnavelwouw (Chondrohierax wilsonii).

## Voetnoten
1. ↑  Avibase

## Bron
- Jacob, E. et al. 1865. A memoir of Thomas Bellerby Wilson, M. D. The Entomological Society (Philadelphia) Online